# 东陵街道
东陵街道，是中华人民共和国辽宁省沈阳市沈河区下辖的一个街道办事处。

## 行政区划
东陵街道下辖以下地区：
新立堡社区、马官桥社区、高官台社区、海棠社区、东塔社区、榆树屯社区、保利社区、八家子社区、喜勤里社区、双安社区、上东花墅社区和五月花社区。